# E653 (trasa europejska)
E653 – trasa europejska łącznikowa (kategorii B), biegnąca przez wschodnią Słowenię i zachodnie Węgry.
E653 zaczyna się w Mariborze, gdzie odbija od tras europejskich E57 i E59 (słoweńskiej autostrady A1). Biegnie w ciągu autostrady A5 w Słowenii i autostrady M70 na Węgrzech. Kończy się w pobliżu miasta Nagykanizsa, gdzie łączy się z trasami europejskimi E65 i E71 (węgierską autostradą M7).